# Salmo 124

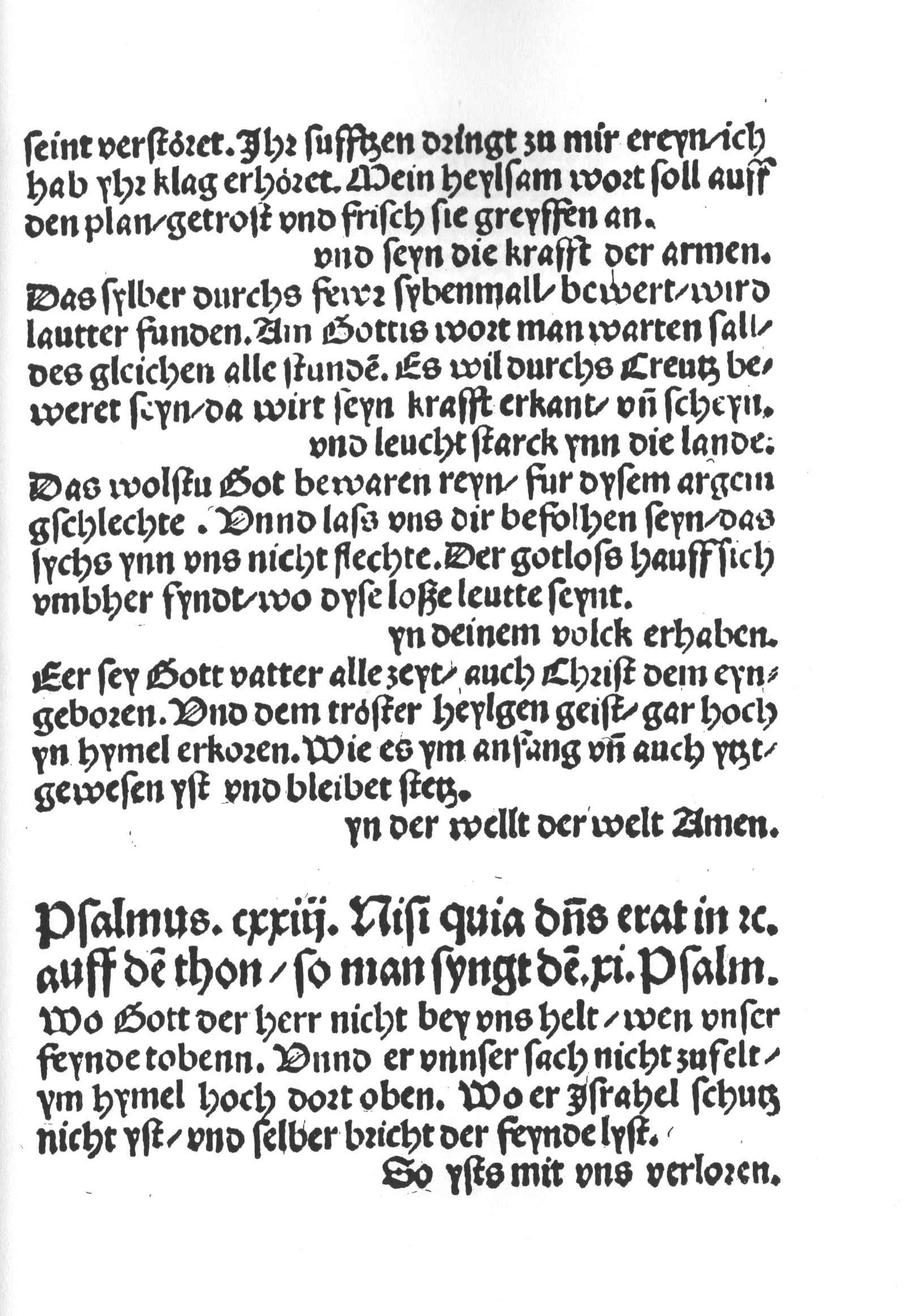
Salmo 124 en el Erfurt Enchiridion

El Salmo 124 es el salmo 124 del Libro de los Salmos, que comienza en la versión inglesa de la Biblia King James: «Si no hubiera sido por el Señor que estaba de nuestro lado, ahora podría decir Israel». El Libro de los Salmos forma parte de la tercera sección del Biblia en hebreo, y es un libro del Antiguo Testamento para los cristianos . En el sistema de numeración ligeramente diferente utilizado en la Septuaginta griega y la Vulgata latina, este salmo es el «Salmo 123». En latín se conoce como «Nisi quia Dominus». Es uno de los quince salmos que comienzan con las palabras «Un cántico de los ascensos» (Shir Hama'alot). Utilizando «metáforas convencionales», recuerda los peligros a los que se enfrentó Israel y de los que la nación ha sido rescatada.
El salmo forma parte habitual de las liturgias judía, católica, luterana y anglicana, así como de la salmodia protestante. Marc-Antoine Charpentier compuso el salmo en la década de 1690 como Nisi quia Dominus erat, H. 217, para solistas, coro y continuo, y fue parafraseado en dos cantos de salmos por reformadores protestantes que fueron puestos como cantatas corales por Johann Sebastian Bach. 

## Texto
La siguiente tabla muestra el texto en hebreo del Salmo con vocales, junto con el texto en griego koiné de la Septuaginta y la traducción al español de la Biblia del Rey Jacobo. Tenga en cuenta que el significado puede diferir ligeramente entre estas versiones, ya que la Septuaginta y el texto masorético provienen de tradiciones textuales diferentes. En la Septuaginta, este salmo está numerado como Salmo 123.
| # | Hebreo                                               | Español | Griego                                                                                                   |
| - | ---------------------------------------------------- | --- | --- |
| 1 | שִׁ֥יר הַֽמַּעֲל֗וֹת לְדָ֫וִ֥ד לוּלֵ֣י יְ֭הֹוָה שֶׁהָ֣יָה לָ֑נוּ יֹאמַר־נָ֝֗א יִשְׂרָאֵֽל׃    | (Unos Cánticos de Ascensión de David.) Si no hubiera sido el Señor quien estuvo de nuestro lado, ahora Israel diría: | ᾿ῼδὴ τῶν ἀναβαθμῶν. - ΕΙ ΜΗ ὅτι Κύριος ἦν ἐν ἡμῖν, εἰπάτω δὴ ᾿Ισραήλ·                                    |
| 2 | לוּלֵ֣י יְ֭הֹוָה שֶׁהָ֣יָה לָ֑נוּ בְּק֖וּם עָלֵ֣ינוּ אָדָֽם׃                   | Si no hubiera sido el Señor quien estuvo de nuestro lado, cuando los hombres se levantaron contra nosotros:          | εἰ μὴ ὅτι Κύριος ἦν ἐν ἡμῖν ἐν τῷ ἐπαναστῆναι ἀνθρώπους ἐφ᾿ ἡμᾶς,                                        |
| 3 | אֲ֭זַי חַיִּ֣ים בְּלָע֑וּנוּ בַּחֲר֖וֹת אַפָּ֣ם בָּֽנוּ׃                       | Entonces nos habrían devorado, cuando se encendió contra nosotros su ira.                                            | ἄρα ζῶντας ἂν κατέπιον ἡμᾶς ἐν τῷ ὀργισθῆναι τὸν θυμὸν αὐτῶν ἐφ᾿ ἡμᾶς·                                   |
| 4 | אֲ֭זַי הַמַּ֣יִם שְׁטָפ֑וּנוּ נַ֝֗חְלָה עָבַ֥ר עַל־נַפְשֵֽׁנוּ׃                   | Entonces las aguas nos habían inundado, el torrente había pasado sobre nuestra alma:                                 | ἄρα τὸ ὕδωρ ἂν κατεπόντισεν ἡμᾶς, χείμαρρον διῆλθεν ἡ ψυχὴ ἡμῶν·                                         |
| 5 | אֲ֭זַי עָבַ֣ר עַל־נַפְשֵׁ֑נוּ הַ֝מַּ֗יִם הַזֵּידוֹנִֽים׃                      | Entonces las aguas altivas pasaron sobre nuestra alma.                                                               | ἄρα διῆλθεν ἡ ψυχὴ ἡμῶν τὸ ὕδωρ τὸ ἀνυπόστατον.                                                          |
| 6 | בָּר֥וּךְ יְהֹוָ֑ה שֶׁלֹּ֥א נְתָנָ֥נוּ טֶ֝֗רֶף לְשִׁנֵּיהֶֽם׃                      | Bendito sea el Señor, que no nos ha entregado como presa a sus dientes.                                              | εὐλογητὸς Κύριος, ὃς οὐκ ἔδωκεν ἡμᾶς εἰς θήραν τοῖς ὀδοῦσιν αὐτῶν.                                       |
| 7 | נַפְשֵׁ֗נוּ כְּצִפּ֥וֹר נִמְלְטָה֮ מִפַּ֢ח י֫וֹקְשִׁ֥ים הַפַּ֥ח נִשְׁבָּ֗ר וַאֲנַ֥חְנוּ נִמְלָֽטְנוּ׃ | Nuestra alma ha escapado como un pájaro de la trampa de los cazadores: la trampa se ha roto y hemos escapado.        | ἡ ψυχὴ ἡμῶν ὡς στρουθίον ἐρρύσθη ἐκ τῆς παγίδος τῶν θηρευόντων· ἡ παγὶς συνετρίβη, καὶ ἡμεῖς ἐρρύσθημεν. |
| 8 | עֶ֭זְרֵנוּ בְּשֵׁ֣ם יְהֹוָ֑ה עֹ֝שֵׂ֗ה שָׁמַ֥יִם וָאָֽרֶץ׃                        | Nuestra ayuda está en el nombre del Señor, que hizo el cielo y la tierra.                                            | ἡ βοήθεια ἡμῶν ἐν ὀνόματι Κυρίου τοῦ ποιήσαντος τὸν οὐρανὸν καὶ τὴν γῆν.                                 |

### Versión Reina-Valera
1. Si no hubiera sido por el SEÑOR que estaba de nuestro lado, que diga ahora Israel;
2. Si no hubiera sido por el SEÑOR que estaba de nuestro lado, cuando los hombres se levantaron contra nosotros:
3. Entonces nos habrían devorado vivos, cuando su ira se encendió contra nosotros:
4. Entonces las aguas nos habrían anegado, el torrente habría pasado sobre nuestra alma:
5. Entonces las aguas orgullosas habrían pasado sobre nuestra alma.
6. Bendito sea el Señor, que no nos ha dado como presa a sus dientes.
7. Nuestra alma ha escapado como un pájaro de la trampa de los cazadores: la trampa se ha roto y hemos escapado.
8. Nuestra ayuda está en el nombre del Señor, que hizo el cielo y la tierra.

## Comentarios

### De la Iglesia católica

#### A todo el salmo
El Salmo 124 continúa la súplica del Salmo anterior (cf. Sal 123), pero ahora con un tono de gratitud por la intervención de Dios. Esta oración, propia de las peregrinaciones hacia Jerusalén, aparece en algunos manuscritos —al igual que el Salmo 122— atribuida a David, probablemente por su semejanza con los Salmos 18 y 69. En su estructura, el salmo se divide en dos partes: la primera (vv. 1-5) describe el peligro que habría amenazado al pueblo si el Señor no hubiese estado de su lado; la segunda (vv. 6-7) expresa una bendición por la salvación recibida. Finalmente, el salmo culmina con una declaración de confianza en Dios (v. 8).
Este salmo encuentra su plenitud en Jesucristo. A través de su vida y milagros, se hizo evidente que Dios lo acompañaba (cf. Hch 10,38), y esto se confirmó de manera definitiva cuando fue liberado de la muerte por medio de la resurrección.

#### A los versículos 1-7
El Salmo 124 parece poner en boca de un sacerdote o levita una reflexión dirigida a la asamblea del pueblo. Quien habla recuerda lo que habría sucedido si el Señor no hubiera estado con ellos: la destrucción habría sido inevitable. Las imágenes utilizadas —como el torrente impetuoso, las aguas que arrastran, o el lazo del cazador— son frecuentes en otros salmos, y representan la amenaza de una muerte segura.
La segunda parte del salmo da paso a una bendición al Señor por haberlos librado de ese destino. La metáfora del pájaro que escapa del lazo del cazador (cf. Sal 11,1) simboliza de forma elocuente la salvación concedida por Dios, y puede interpretarse en un contexto histórico concreto, como el regreso del exilio en Babilonia. Esta experiencia de liberación reafirma la confianza del pueblo en el Señor, cuyo auxilio está en el nombre del Dios creador.

#### Al versículo 8
La profesión de fe con la que concluye el Salmo 124 (cf. Sal 121,2) une dos dimensiones fundamentales de la relación de Israel con Dios: por un lado, sus intervenciones concretas en la historia a favor del pueblo, y por otro, su poder como Creador. El Dios que salvó a Israel es el mismo que hizo el cielo y la tierra, y que reveló su «Nombre» al pueblo, manifestando así su cercanía y fidelidad.

La verdad en la creación es tan importante para toda la vida humana que Dios, en su ternura, quiso revelar a su pueblo todo lo que es saludable conocer a este respecto. Más allá del conocimiento natural que todo hombre puede tener del Creador (cfr Hch 17,24-29; Rm 1,19-20), Dios reveló progresivamente a Israel el misterio de la creación. Él que eligió a los patriarcas, el que hizo salir a Israel de Egipto y que, al escoger a Israel, lo creó y formó (cfr Is 43,1), se revela como aquel a quien pertenecen todos los pueblos de la tierra y la tierra entera, como el único Dios que “hizo el cielo y la tierra” (Sal 115,15;124,8;134,3).

Las palabras del versículo 8, «Nuestro auxilio es el nombre del Señor, que hizo el cielo y la tierra», han sido adoptadas por la liturgia cristiana como antífona inicial en muchas oraciones. En ellas se proclama que solo Dios da la fuerza necesaria para sostenerse y avanzar. Esta afirmación no solo recuerda el auxilio divino en la historia de Israel, sino que expresa una confianza constante en el poder del Creador, cuyo Nombre es fuente de protección y firmeza para su pueblo.

Danos, Señor, tu ayuda en la tribulación, porque el auxilio humano es ineficaz. Danos fortaleza para luchar en los combates, y míranos propicio desde Sión, de modo que, siguiendo las huellas de tu pasión, podamos beber alegres el cáliz del martirio. (…) Ayuda, pues, eficazmente a nuestra fragilidad en esta hora de la prueba. Sé nuestro auxilio poderoso contra las huestes del demonio y de nuestros enemigos. Para nuestra defensa, embraza el escudo de tu divinidad y manténnos en la resolución de seguir luchando virilmente por ti hasta la muerte.

## Usos

### Judaísmo
El salmo se recita en algunas comunidades después de Minjá entre Sucot y Shabat Hagadol.

### Iglesia católica
Según la Regla de San Benito de alrededor del año 530 d. C., este salmo se recitaba tradicionalmente para el oficio de sexta de martes a sábado. En la Liturgia de las Horas, el Salmo 124 se recita actualmente en las Vísperas del lunes de la tercera semana. Para facilitar la comprensión en la Liturgia de las horas cada salmo tiene un título en rojo (rúbrica) que no forma parte del salmo. El título del Salmo 124 es Nuestro auxilio es el nombre del Señor.
También es la fuente del omnipresente versículo ℣: Nuestra ayuda está en el nombre del Señor ℟: que creó el Cielo y la Tierra, especialmente utilizado para introducciones de cualquier tipo, que es el versículo 8 del salmo.

### Iglesia ortodoxa
En la Iglesia ortodoxa, el Salmo 123 (Salmo 124 en el Texto Masorético) forma parte de la decimoctava división Kathisma del Salterio, que se lee en las Vísperas de los viernes por la tarde. Durante la Cuaresma, se lee todas las tardes de lunes a viernes en las Vísperas y en la Divina Liturgia de los Dones Presantificados.
Este salmo es la base de la segunda antífona del Anabathmoi, que se canta en maitines los domingos de tonos 2 y 6.

### Iglesia copta ortodoxa
En el Agpeya, el libro de horas de la Iglesia copta ortodoxa, este salmo se reza en el oficio de Vísperas y la segunda vigilia de la oficio de medianoche.

### Luteranismo
En 1524, el salmo fue parafraseado en alemán por los reformadores protestantes Justus Jonas y Martín Lutero. Jonas escribió «Wo Gott der Herr nicht bei uns hält», y Lutero «Wär Gott nicht mit uns diese Zeit».

### Cristianismo reformado
El Salterio métrico escocés de 1650 ofrece dos versiones separadas de este salmo en forma métrica. La primera, que comienza con «Si el Señor no hubiera estado de nuestro lado», está escrita en métrica común, mientras que la segunda versión, «Ahora Israel puede decir, y con razón», está en metro 10, 10, 10, 10, 10.

## Ajustes musicales
Dos himnos en alemán se derivaron del Salmo 124 como paráfrasis métricas, «Wär Gott nicht mit uns diese Zeit» de Martín Lutero y «Wo Gott der Herr nicht bei uns hält» de Justus Jonas, ambos en 1524.
En 1694, Michel-Richard de Lalande compuso un motete sobre el Salmo 124 (S. 42), para los servicios de Luis XIV, en la capilla real del Palacio de Versalles. Marc-Antoine Charpentier compuso en la década de 1690 un «Nisi quia Dominus erat in nob» H.217, para solistas, coro y continuo.
Heinrich Schütz compuso una versión del himno «Wär Gott nicht mit uns diese Zeit», SWV 229, para el Salterio de Bach, publicado por primera vez en 1628.
Johann Sebastian Bach creó cantatas corales a partir de las dos paráfrasis del salmo de los reformadores, Wo Gott der Herr nicht bei uns hält, BWV 178, estrenada el 30 de julio de 1724,"Wär Gott nicht mit uns diese Zeit BWV 14; BC A 40 / Chorale cantata (4th Sunday of Epiphany)". Bach Digital. Consultado el 23 de marzo de 2021. y Wär Gott nicht mit uns diese Zeit, BWV 14, estrenada el 30 de enero de 1735. Muchos compositores escribieron preludios corales para los dos himnos.
Una versión del salmo forma parte del álbum Ascents, una colección de versiones de los salmos 120-131 escrita e interpretada por Dennis Culp en la década de 1990 y lanzada en 2000. El salmo 124 se titula «Mi ayuda». Una versión del salmo forma parte del álbum Fractures, una colección de versiones de salmos (16, 60, 68, 134, 34 y 124) de Sons of Korah, y publicado en 2017. El salmo 124 final se titula «Fuera de la trampa».